# Муссолини, Романо
Романо Муссолини (итал. Romano Mussolini; 26 сентября 1927, Форли — 3 февраля 2006, Рим) — итальянский джазмен, художник, кинопродюсер. Третий сын Бенито и Ракеле Муссолини.

## Биография
В детстве играл с отцом на скрипке, во время Второй мировой войны серьёзно увлёкся джазом.
В 1956 году выпустил дебютный альбом, а до этого момента использовал псевдоним Romano Full.
В 1960-х годах стал гастролировать с джаз-бэндом Romano Mussolini All Stars. Выступал с такими выдающимися музыкантами, как Дюк Эллингтон, Диззи Гиллеспи и Чет Бейкер.
В 1962 году женился на Анне Виллани Шиколоне — родной сестре Софи Лорен. Когда вторая дочь от этого брака, Алессандра Муссолини, основала неофашистскую партию «Социальная альтернатива», Романо написал для неё гимн.
В 2004 году выпустил книгу воспоминаний «Мой отец, дуче».
Неоднократно критически высказывался о законах, инициированных своим отцом и направленных на геноцид евреев.
3 февраля 2006 года скончался в больнице в Риме.

## Сочинения
- Муссолини Р. Дуче, мой отец. — М.: РИПОЛ классик, 2009. — ISBN 978-5-386-01633-3.